# Jaiku
Jaiku – serwis społecznościowy pozwalający na prowadzenie minibloga, założony w lutym 2006 roku w Finlandii. 9 października 2007 został kupiony przez Google.
Został napisany w Twisted.